# فوکا کونو
فوکا کونو (انگلیسی: Fuka Kono؛ زادهٔ ۱۵ ژانویهٔ ۱۹۹۸) بازیکن فوتبال اهل ژاپن است.